# Ellesmere Port
Ellesmere Port er en havneby i Cheshire West and Chester-området i Cheshire, England. Ellesmere Port ligger på den sydøstlige del af Wirral-halvøen omkring 10 km nord for Chester, på bredden af Manchesters skibskanal. I 2021 havde byen et indbyggertal på 65.430.
Byen blev oprindeligt etableret på floden Mersey ved indgangen til Ellesmere Canal. Byens økonomi e rbaseret på servicesektoren, men har fortsat en stor industrisektor, inklusive Stanlow olieraffinaderi, og Vauxhall Motors' bilfabrik. Der findes også flere turistattraktioner inklsuive National Waterways Museum, the Blue Planet Aquarium og Cheshire Oaks Designer Outlet.